# Bibel in gerechter Sprache

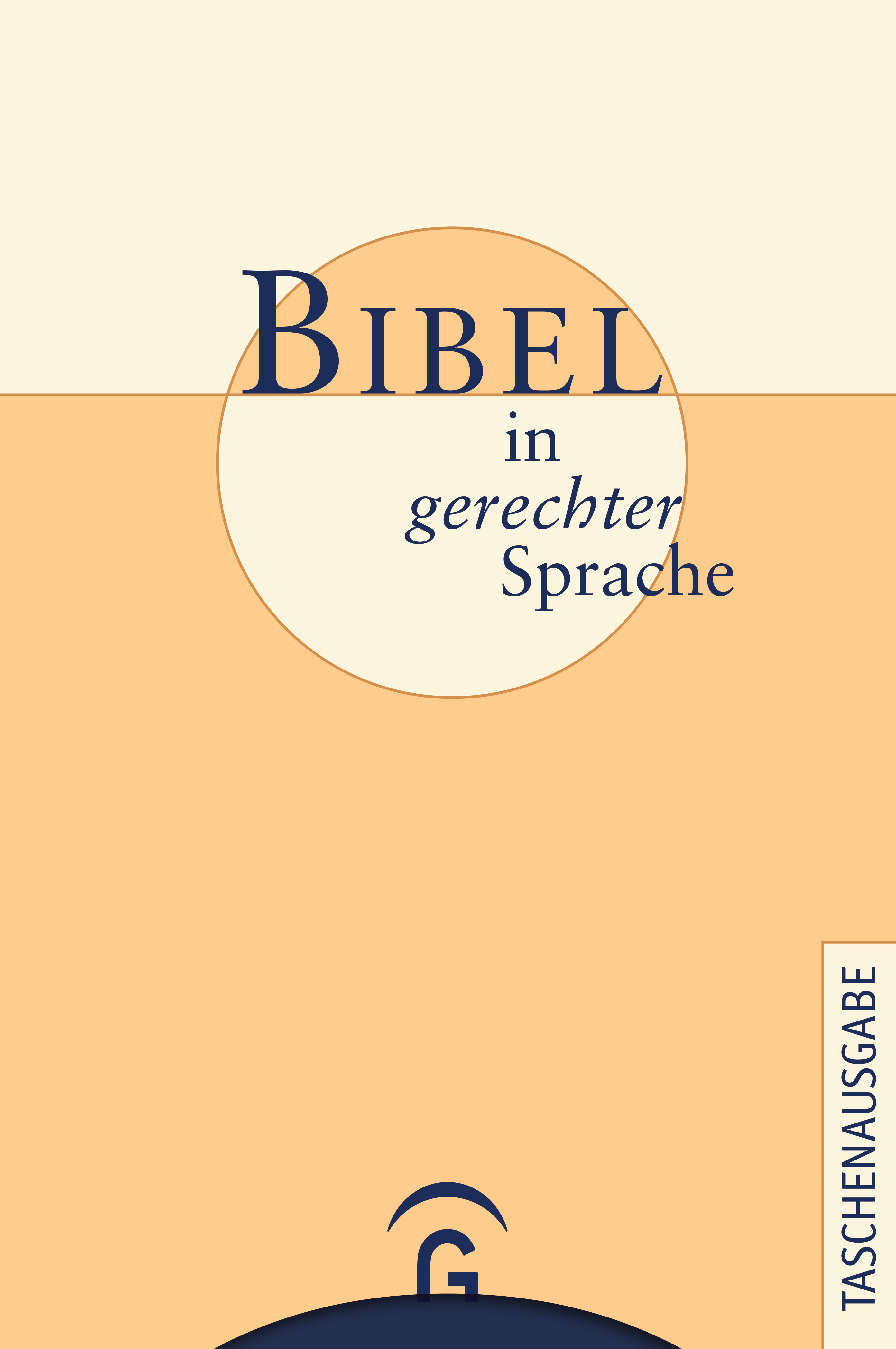
Cover der Buchausgabe (2007)

Die Bibel in gerechter Sprache ist eine Bibelübersetzung mit dem Ziel, die biblischen Schriften (einschließlich der Apokryphen) aus den Ursprungssprachen so in die deutsche Gegenwartssprache zu übertragen, dass sie auch der Bedeutung der Frauen in der Bibel gerecht wird und gegenüber dem Judentum sensibel ist. Sie wurde in den Jahren 2001 bis 2006 von 40 weiblichen und 12 männlichen Bibelwissenschaftlern aus Deutschland, Österreich und der Schweiz erarbeitet.
Die Bibel in gerechter Sprache ist sowohl theologisch als auch sprachlich umstritten. Während sie einigen als sinnvolle Ergänzung der bisherigen Übersetzungen gilt, sehen viele andere das Ergebnis sehr kritisch. Der Rat der Evangelischen Kirche in Deutschland (EKD) lehnt den gottesdienstlichen Gebrauch der Bibel in gerechter Sprache ab.
Ein Beirat, zu dem unter anderem der ehemalige Ministerpräsident Sachsen-Anhalts Reinhard Höppner, der Erziehungswissenschaftler Micha Brumlik, die ehemalige Bischöfin Bärbel Wartenberg-Potter und der Kirchenpräsident Peter Steinacker gehörten, unterstützte das Projekt. Der Übersetzerkreis und der Beirat bestand mehrheitlich aus Theologie-Professoren sowie wissenschaftlichen Mitarbeitern von Universitäten.

## Profil

Für den Gottesnamen (grau unterlegt) werden verschiedene Umschreibungen benutzt. Bei vielen hebräischen und griechischen Worten wird auf ein Glossar im Anhang verwiesen.

Laut ihrem Vorwort sei die Übersetzung „einerseits gedacht für den privaten Gebrauch, der hoffentlich in das Gespräch mit anderen führt. Sie stellt sich andererseits aber auch der wissenschaftlichen Auseinandersetzung“ (S. 26). Sie berücksichtige neben der aktuellen sprachwissenschaftlichen Diskussion auch Anliegen der feministischen Theologie, des jüdisch-christlichen Dialogs, der Sozialethik und der Befreiungstheologie. Sie wolle sich „nicht nur durch ihr Profil von anderen Übersetzungen unterscheiden, sondern auch dadurch, dass sie dieses Profil von Anfang an offenlegt“ (S. 9). Dabei wolle sie ausdrücklich nicht an die Stelle der herkömmlichen Bibelübersetzungen treten, sondern verstehe sich als pointierte Ergänzung zu ihnen und als ein neuer „Zwischenstand auf einem Weg, der niemals zu Ende ist“ (S. 26). Der Interpretation der biblischen Botschaft liege eine eigene Vorstellung von Gerechtigkeit zugrunde. Daher wollen die Übersetzer nicht nur im Sinne herkömmlicher sprachlicher Genauigkeit den Texten gerecht werden, sondern das ihrer Interpretation nach ursprünglich Gemeinte der biblischen Botschaft so ermitteln, wie es den Verstehensbedingungen des 21. Jahrhunderts entspricht. In der Einleitung (S. 10) werden als Aspekte des besonderen Profils dieser Übersetzung genannt:
1. Frauen werden überall dort, wo sozialgeschichtliche Forschungsergebnisse nahelegen, dass sie mitgemeint sind, ausdrücklich benannt. So spricht die Bibel in gerechter Sprache von „Jüngerinnen und Jüngern“ oder von „Pharisäerinnen und Pharisäern“, weil das das Neue Testament selbst sagt (vgl. Lk 8,2–3 Lut) bzw. weil sozialgeschichtliche Forschungen ergeben haben, dass diese Gruppierungen Frauen einschlossen.
2. Es soll deutlich werden, dass Jesus und seine Jünger sich als Mitglieder der jüdischen Gemeinschaft verstanden, in der sie zwar kritische Akzente setzten, von der sie sich aber nicht – wie die spätere Kirche – grundsätzlich abgrenzten. So werden beispielsweise die Antithesen der Bergpredigt (Mt 5,21–48 EU) nicht mehr mit dem abgrenzenden „Ich aber sage euch“, sondern im Sinne rabbinischer Auslegungspraxis als „Ich lege euch das heute so aus“ übersetzt.
3. „Soziale Realitäten“ wie etwa die Sklaverei oder die Gewaltstrukturen des Römischen Reichs, die der Text benennt, sollen klar erkennbar sein und nicht, wie häufig in früheren Übersetzungen, verharmlost oder spiritualisiert werden. Die „Magd“ aus der Übersetzung Martin Luthers etwa wird wieder zur „Sklavin“, weil dieser Begriff die „Unterdrückungsbedingungen“ präziser bezeichne.

Ferner soll dem Glauben, dass Gott menschliche Erkenntnis- und Benennungsmöglichkeiten übersteige, dadurch Rechnung getragen werden, dass der – nach jüdischer Tradition unaussprechliche – Eigenname Gottes (JHWH) nicht als „Herr“ übersetzt werde. Stattdessen biete die Bibel in gerechter Sprache dort, wo im Grundtext der Eigenname Gottes steht oder gemeint ist, unterschiedliche Lesemöglichkeiten an: der Lebendige, die Lebendige, ErSie, der Ewige, die Ewige, Schechina, Gott, Ich-bin-da (Ex 3,14 ) u. a.
Von den meisten anderen Übersetzungen unterscheidet sich die Bibel in gerechter Sprache auch dadurch, dass sie keine Zwischentitel ergänzt und sich, was die Gliederung der hebräischen Bibel angeht, der in der hebräischen Bibel üblichen Abfolge (Tora – Prophetische Bücher – Schriften) anschließt. Zentrale griechische und hebräische Wörter werden in einem Glossar erklärt.

## Entstehungsgeschichte
Die Bestrebungen um eine Bibel mit dem angestrebten Profil reichen etwa vierzig Jahre zurück, als theologische Debatten um die biblische Befreiungsbotschaft, die Frage der Geschlechtergerechtigkeit und in größerem Stil das christlich-jüdische Gespräch einsetzten. Anschließend an US-amerikanische Veröffentlichungen mit inclusive language gab es zuerst beim 22. Deutschen Evangelischen Kirchentag 1987 in Frankfurt am Main alternative Übersetzungen in sogenannter „gerechter Sprache“. Kirchentagsübersetzungen in gerechter Sprache gibt es seit fast 20 Jahren; sie schlugen sich z. B. in der Reihe „Der Gottesdienst – Liturgische Texte in gerechter Sprache“ nieder. Das Projekt einer Gesamtübersetzung, das am 31. Oktober 2001 während einer Tagung in der Evangelischen Akademie Arnoldshain von einem Herausgabekreis der Öffentlichkeit vorgestellt wurde, knüpfte an diese Ansätze an. Unterstützt und begleitet wurden die Übersetzungsarbeiten von einem Beirat aus Theologen, teilweise mit eigenem theologischen Lehrstuhl, und anderen kirchenleitenden Personen unter dem Vorsitz des Kirchenpräsidenten der evangelischen Kirche von Hessen und Nassau. „Mehr als zwei Jahre wurden die vorläufigen Übersetzungen von ca. 300 Gruppen und Einzelpersonen auf ihre Praxistauglichkeit ‚getestet‘. Die vielfältigen Rückmeldungen flossen in die weitere Übersetzungsarbeit ein.“ Eine große Zahl von Einzelpersonen und Gruppierungen, zum Teil im Anhang der Bibelübersetzung aufgeführt, unterstützte die Arbeit, auch finanziell. Die Übersetzung erschien zur Frankfurter Buchmesse 2006. In der erneuerten Dauerausstellung Luther und die Bibel, die seit 2022 im Lutherhaus Eisenach zu sehen ist, können einzelne Bibelstellen der Bibel in gerechter Sprache in einer interaktiven Medienstation mit der Übersetzung der Lutherbibel verglichen werden.

## Stellungnahmen zum Gebrauch

### Evangelische Kirche
In den evangelischen Kirchen gibt es nur in der Evangelischen Kirche von Westfalen einen offiziellen Synoden-Beschluss über den Gebrauch der Bibel in gerechter Sprache in Gottesdiensten. Zahlreiche Kirchenbehörden und kirchliche Dachverbände haben jedoch Stellungnahmen und Empfehlungen veröffentlicht.

#### Landeskirchen
Die Landessynode der Evangelischen Kirche von Westfalen beschloss während ihrer Tagung vom 13. bis 16. November 2007: „Die Landessynode hält daran fest, dass nach Artikel 169 Absatz 1 der Kirchenordnung die Bibelübersetzung nach Martin Luther als Regelübersetzung im Gottesdienst verwendet werden soll. Darüber hinaus kann sich im gottesdienstlichen Gebrauch aber auch der Reichtum der unterschiedlichen Bibelübersetzungen und -übertragungen wiederfinden, zu dem auch die ‚Bibel in gerechter Sprache‘ und die persönliche Übersetzungsarbeit gehören.“
Andere Landeskirchen äußerten sich ähnlich über eine Verwendung der Bibel in gerechter Sprache im Gottesdienst. Nach einem Rundschreiben der Evangelischen Kirche im Rheinland kann sie verwendet werden, „wenn dies für einen Gottesdienst als sinnvoll angesehen wird“. Grundsätzlich solle aber „nach einer Übereinkunft der EKD-Gliedkirchen … am Luthertext als dem gemeinsamen Text innerhalb der evangelischen Kirche festgehalten werden“. Das Leitende Geistliche Amt der Evangelischen Kirche in Hessen und Nassau stellte in einer Pressemitteilung am 29. März 2007 fest, dass die Bibel in gerechter Sprache für die Gemeindearbeit geeignet ist, dass aber, wie in der Lebensordnung der EKHN vorgesehen, die Lutherbibel Standard für Gottesdienste bleiben soll. „Sie könne ‚durch andere Übersetzungen ergänzt und erläutert werden‘, wenn es der Anlass nahelege. Die Bibel in gerechter Sprache biete dazu neben den anderen Übersetzungen eine weitere Alternative.“ Auch die Kirchenleitung der Nordelbischen Evangelisch-Lutherischen Kirche betonte die Lutherbibel als „Grundtext“. Gleichzeitig ermutigte sie ihre „Gemeinden, sich zusammen mit ihren Pastoren mit der Bibel in gerechter Sprache auseinanderzusetzen und sich ihr eigenes Urteil zu bilden.“

#### Dachverbände (EKD und VELKD)
Die Bischofskonferenz der Vereinigten Evangelisch-Lutherischen Kirche Deutschlands (VELKD) erklärte die Bibel in gerechter Sprache als „von keinem kirchlichen Gremium autorisiert“. Sie könne zwar „eine Hilfe sein, auf Auslegungsprobleme und -möglichkeiten der Heiligen Schrift hinzuweisen“, solle aber „nicht als einzige Bibelübersetzung“ verwendet werden und sei für den gottesdienstlichen Gebrauch „ungeeignet“. Dem schloss sich der Rat der Evangelischen Kirche in Deutschland (EKD) am 31. März 2007 mit der Aussage an, dass die Bibel in gerechter Sprache „durch die der Übersetzung zugrundeliegenden problematischen Grundsätze und Kriterien fehlgeleitet“ sei.
Die Nordelbische Landeskirche kritisierte diese Stellungnahmen, weil ihnen „die argumentative Grundlage“ fehle und weil sie den „öffentlichen Diskurs“ nicht förderten. EKD und VELKD seien nach evangelischem Kirchenverständnis nicht berechtigt, ihre Positionen „analog zu einem hierarchischen Lehramt in Weisungen“ umzusetzen. Ähnlich äußerten sich die Herausgeber der Bibel in gerechter Sprache. Kirchenrechtlich seien die beiden Dachverbände „in bezug auf Gottesdienste in den protestantischen Landeskirchen“ nicht zuständig und könnten daher keine offiziellen Regelungen, sondern nur Empfehlungen veröffentlichen. „Inwieweit diese Empfehlungen befolgt werden, hängt dann sicher an der Qualität des Rates, also an der Argumentation und Begründung.“
In einem Gespräch mit Herausgebern der Neuübersetzung bestätigte der damalige EKD-Sprecher Christof Vetter, dass die Stellungnahme des EKD-Rates kein Verbot ist.

### Römisch-katholische Kirche
Die römisch-katholischen Bischöfe aus Österreich erklärten 2007, die Bibel in gerechter Sprache sei „für den Gebrauch in der Liturgie, Katechese und im Religionsunterricht nicht geeignet“.

### Andere Kirchen
Aus anderen Kirchen wurden keine kirchenrechtlichen Beschlüsse oder Stellungnahmen von Kirchenleitungen zur Bibel in gerechter Sprache veröffentlicht.
Der Bund Altkatholischer Frauen forderte auf seiner Jahrestagung 2006 zur „Einbeziehung der ‚Bibel in gerechter Sprache‘ in unseren kirchlichen Gebrauch“ auf. Der altkatholische Bischof Bernhard Heitz und die methodistische Bischöfin Rosemarie Wenner beteiligten sich an der Finanzierung der Bibel in gerechter Sprache ebenso wie einige methodistische, baptistische, mennonitische, alt-katholische und freie reformierte Kirchengemeinden und Gruppen.

## Kritik

### Ablehnende Stimmen
Bereits sechs Monate vor Erscheinen der neuen Übersetzung kritisierte Robert Leicht, dass selbst dort auf „geschlechterneutralen“ Formulierungen bestanden werde, wo dies zu einem offensichtlichen Anachronismus führe, wogegen die Übersetzer betonten, Frauen seien nur dort sprachlich benannt, wo ihre Beteiligung historisch nachgewiesen sei.
Peter Hahne wurde von der evangelischen Nachrichtenagentur idea wie folgt zitiert: „Es tut einem lutherischen Journalisten in der Seele weh, nicht wegen seines Auferstehungsglaubens, sondern wegen der sektiererischen Sonderbibel aus dem Geist eines fundamentalistischen Feminismus von seinen skeptischen Kollegen verlacht zu werden.“ Protestanten hätten sich „wieder mal populistisch ins selbst gewählte Abseits geschossen“.
Im Dezember 2006 äußerte Axel Freiherr von Campenhausen laut der evangelischen Nachrichtenagentur idea und dem Nachrichtendienst kath.net im Rheinischen Merkur, die Übersetzung sei „nicht seriös, nicht brauchbar und nicht empfehlenswert“.
Walter Groß kritisierte „katastrophale Ergebnisse“ und „religionsgeschichtliche Absurditäten.“ Es werde „Auslegung derart in die Übersetzung integriert …, dass der Text ihr gegenüber seine Eigenständigkeit verliert. Aus ideologischer Verbiesterung wird so eine ‚Übersetzung‘ der Bibel geschaffen, die in wichtigen Teilen durch sprachliche Hässlichkeit abschreckt, sachlich irreführt und so viele Brücken zwischen AT und NT abbricht wie möglich.“
In der Neuen Zürcher Zeitung schrieb Ingolf U. Dalferth, die Neuübersetzung werfe „ein trauriges Licht auf den Zustand der protestantischen Theologie“. Hermann Barth schloss sich der Kritik Dalferths an.
Johann Schloemann, Literaturrezensent der Süddeutschen Zeitung, nannte sie ebendort eine „gesinnungsterroristische Gerechtigkeitsbibel“.
Otto Kallscheuer urteilte in der Frankfurter Allgemeinen Sonntagszeitung vom 8. Oktober 2006: „Gut gemeint, aber völlig unleserlich, bildet sie die textliche Travestie eines Kommentars.“
Elisabeth Gössmann brachte in der Neuen Zürcher Zeitung aus katholisch-feministischer Sicht die Kritik vor, dass sie in manchen biblischen Büchern die aus der lateinischen Übersetzung Vulgata vertrauten Inhalte in der neuen Übersetzung aus dem Griechischen vermisse. Sie warne davor, das Kind mit dem Bade auszuschütten und die gesamte feministische Theologie mit der Bibel in gerechter Sprache zu verwerfen.
Ulrich Wilckens kam in einem am 15. Februar 2007 veröffentlichten privaten theologischen Gutachten zu dem Schluss, dass die „willkürlichen sprachlichen Veränderungen“ in der Bibel in gerechter Sprache zu erheblichen Abweichungen von zentralen Inhalten des christlichen Glaubens führten. Er zog das Fazit: „Die Bibel in gerechter Sprache ist nicht nur für den Gebrauch in der Praxis der Kirche nicht zu empfehlen, weder für den Gottesdienst, noch auch für den kirchlichen Unterricht und nicht einmal für die persönliche Lektüre. Sie ist vielmehr für jeglichen Gebrauch in der Kirche abzulehnen.“ Luise Schottroff, Mitherausgeberin der Bibelübersetzung, veröffentlichte eine Stellungnahme hierzu: „Ein solches Gutachten mit fundamentalistischen und antijudaistischen Kriterien und Grundannahmen, das den Stand der bibelwissenschaftlichen Diskussion um 1970 spiegelt, ist ungeeignet, eine Übersetzung zu beurteilen, die die internationale bibelwissenschaftliche Diskussion nach 1970 explizit einbezieht.“
Wolfgang Huber kritisierte: „Dass eine Übersetzung immer auch Interpretation enthält, wird hier umgedreht: Die Interpretation wird als Übersetzung ausgegeben. Das ist ein Verstoß gegen das reformatorische Schriftprinzip. Gerechtigkeit ist ein zentrales Thema der Bibel. Aber man kann doch nicht unter dem Gesichtspunkt der Gerechtigkeit einen Bibeltext so verdrehen, dass etwa dort, wo eindeutig zwölf Männer gemeint sind, ‚Apostelinnen und Apostel‘ geschrieben wird und der Leser den Eindruck erhält, als hätte es in diesem Kreis auch Frauen gegeben.“ Demgegenüber verwiesen die Mitwirkenden darauf, dass in der Bibel selbst deutlich werde, dass die Zwölf und der Apostelkreis nicht identisch seien (vgl. 1. Kor 15,5–9 ) und dass zu Letzterem auch Frauen gehörten (vgl. Röm 16,7 ).
Thomas Söding trat dafür ein, dass auch für die Bibel in gerechter Sprache das Pauluswort „Prüft alles, behaltet das Gute!“ (1 Thess 5,23) zu beherzigen sei. Bei aller berechtigten Kritik, die er präzisierte, müsse man sich auch fragen, warum diese Bibel so viel Interesse gefunden habe und warum so viele junge Bibelwissenschaftlerinnen mitgewirkt hätten. Die Frage, was eine gute Bibelübersetzung heute leisten könne und solle, lohne eine breite Diskussion.
Werner Thiede zog ein Resümee: „Manche Formulierungen stimmen im guten Sinne nachdenklich, irritieren in beabsichtigter Verfremdung und eröffnen neue Zugänge zu biblischen Texten. Insofern ist es fraglich, ob eine pauschale Verurteilung oder Verwerfung diesem Projekt und seinen spirituellen Anliegen gerecht wird. Gleichwohl meine ich: Die längst von berufenen Anderen, aber auch von mir genannten Bedenken sind von solchem Gewicht, dass erwägenswerte Vorteile die Nachteile nicht aufwiegen. Die Warnungen vor gottesdienstlichem Gebrauch bleiben berechtigt, und auch der persönliche oder etwa religionspädagogische Gebrauch sollte nur im Vergleich mit anderen Übersetzungen und keinesfalls fernab von hermeneutischen Grundüberlegungen geschehen. Zu sehr dominieren bestimmte theologisch-ideologische Weichenstellungen das Projekt“.
Christian Frevel zog folgendes Fazit: „Insgesamt scheint mit der Bibel in gerechter Sprache eine klare Überforderung der Leser gegeben zu sein. Nur wer sprachlich versiert ist und den Ausgangstext kennt, wird die größere Nähe zum Ausgangstext wirklich schätzen können. Die Bibel in gerechter Sprache ist kein lesbarer und ohne Erläuterung auch oft kein verständlicher Bibeltext. Sie setzt eine weit reichende Auseinandersetzung mit dem Text voraus, die m. E. üblicherweise bei Laien nicht gegeben ist. Sie erfordert ein hohes Maß an intellektueller Bereitschaft und Fähigkeit, sich mit dem Übersetzungsangebot auseinanderzusetzen.“
Sebastian Moll formulierte: „Zu allen Zeiten haben Menschen das Wort Gottes in ihrem eigenen Sinne verdreht und verfälscht. Doch einen Frevel wie die ‚Bibel in gerechter Sprache‘ hat es in 2000 Jahren Kirchengeschichte noch nicht gegeben.“.

### Befürwortende Stimmen
Margot Käßmann sah in der Übersetzung „eine Möglichkeit auch für Menschen, die nicht des Griechischen und Hebräischen kundig sind, neu zu verstehen, was der Urtext meint“.
Irmtraud Fischer wies darauf hin: „Sehr viele Pfarren werden überwiegend von tatkräftigen, in ihrem Glauben starken Frauen getragen, die mitten im Leben stehen. Sie haben ein Anrecht darauf, wenigstens eine deutschsprachige Übersetzung zu haben, die sie nicht an den Rand drängt und Frauen zumindest dort sichtbar macht, wo sie mitgemeint sind.“
Harald Schroeter-Wittke nannte die Bibel in gerechter Sprache die „Bibelübersetzung im deutschen Sprachraum, die ihre Übersetzungskriterien wissenschaftlich am intensivsten reflektiert und transparent gemacht hat“.

## Auszeichnung für die Übersetzung der Psalmen

Gottespoetinnenpreis 2007

Der Verlag der Frauen-Kirchen-Kalender zeichnete die vier Übersetzerinnen der Psalmen (Ulrike Bail, Michaela Geiger, Christl M. Maier und Simone Pottmann) auf dem Evangelischen Kirchentag 2007 mit dem Gottespoetinnenpreis aus. Die Übersetzerinnen hätten „die Psalmen in ganz neuer Weise zum Klingen gebracht“ und ermöglichten es, „vertraute Wahrnehmungsmuster zu überprüfen und neue Facetten der Psalmtexte zu entdecken“.

## Ausgaben und Verkaufszahlen
Die erste Auflage der Bibel in Gerechter Sprache wurde am 9. Oktober 2006 vom Gütersloher Verlagshaus veröffentlicht. Bis Anfang Dezember 2006 wurden 40 000 Exemplare verkauft. 2007 erschien eine Ausgabe auf CD, 2010 als E-Book und folgte 2011 eine Taschenausgabe der überarbeiteten vierten Auflage. Seit 2016 ist die Bibel in gerechter Sprache gratis im Netz verfügbar.
Ein Hörbuch mit ausgewählten Texten der Bibel in gerechter Sprache wurde 2019 veröffentlicht. Von der Bibel in gerechter Sprache wurden bis 2021 rund 100 000 gedruckte Exemplare verkauft. Der Plan für eine neue Übersetzung der Bibel in gerechter Sprache wurde 2021 angekündigt, da sich inzwischen durch die Debatten um Kolonialismus und Mission neue Fragestellungen ergeben hätten.

### Weitere Rezensionen
- Evamaria Bohle: „… hat er, hat sie, hat Gott geschaffen.“ Die „Bibel in gerechter Sprache“ ist schon vor ihrem Erscheinen verrissen worden – zu Unrecht. In: Zeitzeichen 7, 10, 2006, S. 56–59.
- Frank Crüsemann, Erich Garhammer: Ein Gespräch mit Frank Crüsemann. In: Lebendige Seelsorge 57, 6, 2006, S. 407–411
- Alexander Dölecke: Nicht mehr genau dieselbe Kraft?!? – Zu einer Bibelübersetzung, die in gerechter Sprache die Gemüter erregt. In: ReLÜ. Rezensionszeitschrift zur Literaturübersetzung, 8, 2009.[47]
- Irmtraud Fischer: Bibel in gerechter Sprache: eine notwendige Stimme im Konzert der deutschen Bibelübersetzungen. In: Stimmen der Zeit 225, 1, 2007, S. 19–30.
- Elisabeth Gössmann, Elisabeth Moltmann-Wendel, Helen Schüngel-Straumann: Der Teufel blieb männlich: Kritische Diskussion zur "Bibel in gerechter Sprache". Neukirchner Verlag, Neukirchen-Vluyn 2007, ISBN 978-3-7887-2271-5.
- Othmar Keel: Wie männlich ist der Gott der Bibel? In: Neue Zürcher Zeitung. 30. Juni/1. Juli 2007.
- Walter Klaiber, Martin Rösel: Streitpunkt Bibel in gerechter Sprache. Evangelische Verlagsanstalt, Leipzig 2008, ISBN 978-3-374-02642-5.
- Hanne Köhler: Bibel in gerechter Sprache. In: Bibel und Liturgie 75, 4, 2002, S. 238–243.
- Melanie Köhlmoos: Ewig blüht der Mandelzweig: Anmerkungen zu den „Grundlagen“ des Projekts „Die Bibel – übersetzt in gerechte Sprache“. In: Theologische Rundschau 71, 2, 2006, S. 247–257
- Norbert Mette: Die Bibel in „gerechter Sprache“: eine neue deutsche Bibelübersetzung. In: Diakonia 37/6 (2006), S. 434–438.
- Matthias Schulz: Wortsalat im Garten Eden. In: Der Spiegel. Nr. 44, 2006, S. 190–192 (online).
- Ludger Schwienhorst-Schönberger: Auslegung statt Übersetzung? Eine Kritik der „Bibel in gerechter Sprache“. Herder Korrespondenz, 61, 1, 2007, S. 20–25.
- Stefan Silber: Bibel in gerechter Sprache (Memento vom 27. September 2007 im Internet Archive). In: Info-Dienst Theologische Erwachsenenbildung 15 (2007) 1, S. 21–22.
- Agnethe Siquans: Überlegungen zu einer frauengerechten Bibelübersetzung. In: Protokolle zur Bibel 12/1 (2003), S. 19–45.
- Werner Thiede: Die Bibel in selbstgerechter Sprache. Protestantische Kritik einer Übersetzung zwischen Ideologie und Spiritualität. In: Materialdienst der EZW 7, 2007, S. 243–256.
- Reinhard Slenczka: Die Anbetung der Weiblichkeit Gottes und das Bilderverbot. In: Deutsches Pfarrerblatt 7, 2007, S. 356–363.
- Young-Mi Lee: Probleme der „Über-Setzung“. Anmerkungen zur „Bibel in gerechter Sprache“. In: Wirkendes Wort 57, 2007, S. 299–313.